# Eutelia cana
Eutelia cana är en fjärilsart som beskrevs av George Francis Hampson 1912. Eutelia cana ingår i släktet Eutelia och familjen nattflyn. Inga underarter finns listade i Catalogue of Life.